# Ecpetala animosa
Ecpetala animosa là một loài bướm đêm trong họ Geometridae.